# Первомайська сільська рада (Ясинуватський район)
| Первомайська сільська рада — колишній орган місцевого самоврядування у Ясинуватському районі Донецької області з адміністративним центром у c. Первомайське. |

## Населені пункти
Сільській раді підпорядковані населені пункти:
- c. Первомайське
- с-ще Невельське
- с. Нетайлове

## Склад ради
Рада складається з 20 депутатів та голови.

## Керівний склад сільської ради
| ПІБ                          | Основні відомості                                                                 | Дата обрання | Дата звільнення |
| ---------------------------- | --------------------------------------------------------------------------------- | ------------ | --------------- |
| Комок Олександр Іванович     | Сільський голова, 1963 року народження, освіта, член Комуністичної партії України | 26.03.2006   | 31.10.2010      |
| Буховець Андрій Анатолійович | Сільський голова, 1973 року народження, освіта вища, безпартійний                 | 18.09.2011   |                 |

Примітка: таблиця складена за даними джерела